# Unione Sportiva Latina Calcio 2010-2011
Questa pagina raccoglie le informazioni riguardanti l'Unione Sportiva Latina Calcio nelle competizioni ufficiali della stagione 2010-2011.

## Rosa
| N. |                           | Ruolo | Calciatore            |
| -- | ------------------------- | ----- | --------------------- |
|    | Italia (bandiera)         | D     | Simone Berardi        |
|    | Italia (bandiera)         | D     | Claudio Cafiero       |
|    | Italia (bandiera)         | D     | Agatino Chiavaro      |
|    | Italia (bandiera)         | A     | Gasparino Cinelli     |
|    | Italia (bandiera)         | D     | Antonio Di Emma       |
|    | Italia (bandiera)         | C     | Federico Maria Erba   |
|    | Italia (bandiera)         | D     | Alessandro Farina     |
|    | Italia (bandiera)         | C     | Gian Matteo Gasperini |
|    | Italia (bandiera)         | P     | Matteo Gaudino        |
|    | Italia (bandiera)         | C     | Vincenzo Giannusa     |
|    | Costa d'Avorio (bandiera) | C     | Jassouf Konè          |
|    | Italia (bandiera)         | A     | Matteo Mancosu        |
|    | Italia (bandiera)         | C     | Pietro Mariniello     |

| N. |                      | Ruolo | Calciatore            |
| -- | -------------------- | ----- | --------------------- |
|    | Argentina (bandiera) | A     | Horacio Raul Martinez |
|    | Argentina (bandiera) | P     | Fernando Martinuzzi   |
|    | Colombia (bandiera)  | D     | Jaime Leon Merito     |
|    | Italia (bandiera)    | A     | Enrico Polani         |
|    | Italia (bandiera)    | P     | Stefano Elio Radio    |
|    | Italia (bandiera)    | C     | Luca Ricciardi        |
|    | Italia (bandiera)    | C     | Gianluca Rolandone    |
|    | Italia (bandiera)    | A     | Pierpaolo Ruiz        |
|    | Italia (bandiera)    | C     | Fabrizio Tirelli      |
|    | Italia (bandiera)    | A     | Emiliano Tortolano    |
|    | Italia (bandiera)    | D     | Giuseppe Toscano      |
|    | Italia (bandiera)    | A     | Keivan Zarineh        |